# 서울송전초등학교
서울송전초등학교는 대한민국 서울특별시 송파구 잠실동에 있는 공립 초등학교이다.

## 학교 연혁
- 1978년 10월 31일: 서울송전국민학교로 개교
- 1984년 2월 28일: 서울삼전국민학교 분리
- 1989년 3월 2일: 서울교육대학교 교육실습학교 지정
- 1996년 3월 2일: 서울송전초등학교 개칭
- 2003년 3월 1일: 잠실주공아파트 재건축으로 임시 휴교
- 2007년 3월 1일: 재개교

## 참고 자료
- 서울송전초등학교 - 한국교육학술정보원 학교알리미